# Coryogalops adamsoni
Coryogalops adamsoni är en fiskart som först beskrevs av Goren, 1985.  Coryogalops adamsoni ingår i släktet Coryogalops och familjen smörbultsfiskar. Inga underarter finns listade i Catalogue of Life.